# Championnat de Pologne féminin de football 2015-2016
Navigation
Édition précédente Édition suivante
Le championnat de Pologne de football féminin 2015-2016 est la 37e édition de la première division de football féminin en Pologne. 
Il commence le 8 août 2015 et se terminera le 18 juin 2016, sur un système aller-retour où les différentes équipes s'affrontent deux fois par phase (2 fois 11 matchs), puis sur un simple match aller confrontant les 6 équipes de chaque demi-poule (5 matchs supplémentaires en haut du tableau, autant pour le bas du tableau).
Le Medyk Konin est le champion en titre, et défend son bien pour la deuxième fois consécutive.

## Clubs participants
Les deux clubs promus :
- AZS PWSZ Wałbrzych
- Sztorm Gdańsk

Les deux clubs relégués :
- FC Katowice (2)
- ZTKKF Stilon Gorzów Wielkopolski

## Classement
| Rang | Équipe                  | Pts | J  | G  | N | P  | Bp | Bc | Diff |
| ---- | ----------------------- | --- | -- | -- | - | -- | -- | -- | ---- |
| 1    | Medyk Konin (T)         | 74  | 27 | 24 | 2 | 1  | 99 | 13 | +86  |
| 2    | Górnik Łęczna           | 54  | 27 | 17 | 3 | 7  | 80 | 32 | +48  |
| 3    | Mitech Żywiec           | 49  | 27 | 15 | 4 | 8  | 45 | 40 | +5   |
| 4    | AZS Wrocław             | 44  | 27 | 13 | 5 | 9  | 50 | 36 | +14  |
| 5    | AZS PWSZ Wałbrzych (P)  | 40  | 27 | 11 | 7 | 9  | 44 | 42 | +2   |
| 6    | Zagłębie Lubin          | 31  | 27 | 9  | 4 | 14 | 24 | 44 | -20  |
| 7    | Czarni Sosnowiec        | 43  | 27 | 12 | 7 | 8  | 56 | 33 | +23  |
| 8    | Sztorm Gdańsk (P)       | 38  | 27 | 10 | 8 | 9  | 29 | 35 | -6   |
| 9    | AZS PWSZ Biała Podlaska | 29  | 27 | 8  | 5 | 14 | 17 | 38 | -21  |
| 10   | GOSiR Piaseczno         | 28  | 27 | 8  | 4 | 15 | 22 | 51 | -29  |
| 11   | Olimpia Szczecin        | 15  | 27 | 4  | 3 | 20 | 21 | 85 | -64  |
| 12   | KKP Bydgoszcz           | 12  | 27 | 2  | 6 | 19 | 14 | 52 | -38  |

| Légende : Qualifications et relégations | Légende : Qualifications et relégations                                  |
| --------------------------------------- | ------------------------------------------------------------------------ |
|                                         | Ligue des champions féminine de l'UEFA 2016-2017 (tour de qualification) |
|                                         | Relégation en 2e division                                                |
|                                         | (T) : Tenant du titre 2014-2015 (P) : Promu en 2014-2015                 |

## Meilleures buteuses
23 buts
- Anna Gawrońska (Medyk Konin)

20 buts
- Agata Tarczyńska (Medyk Konin)

18 buts
- Nikol Kaletka (Czarni Sosnowiec)